# 王發越

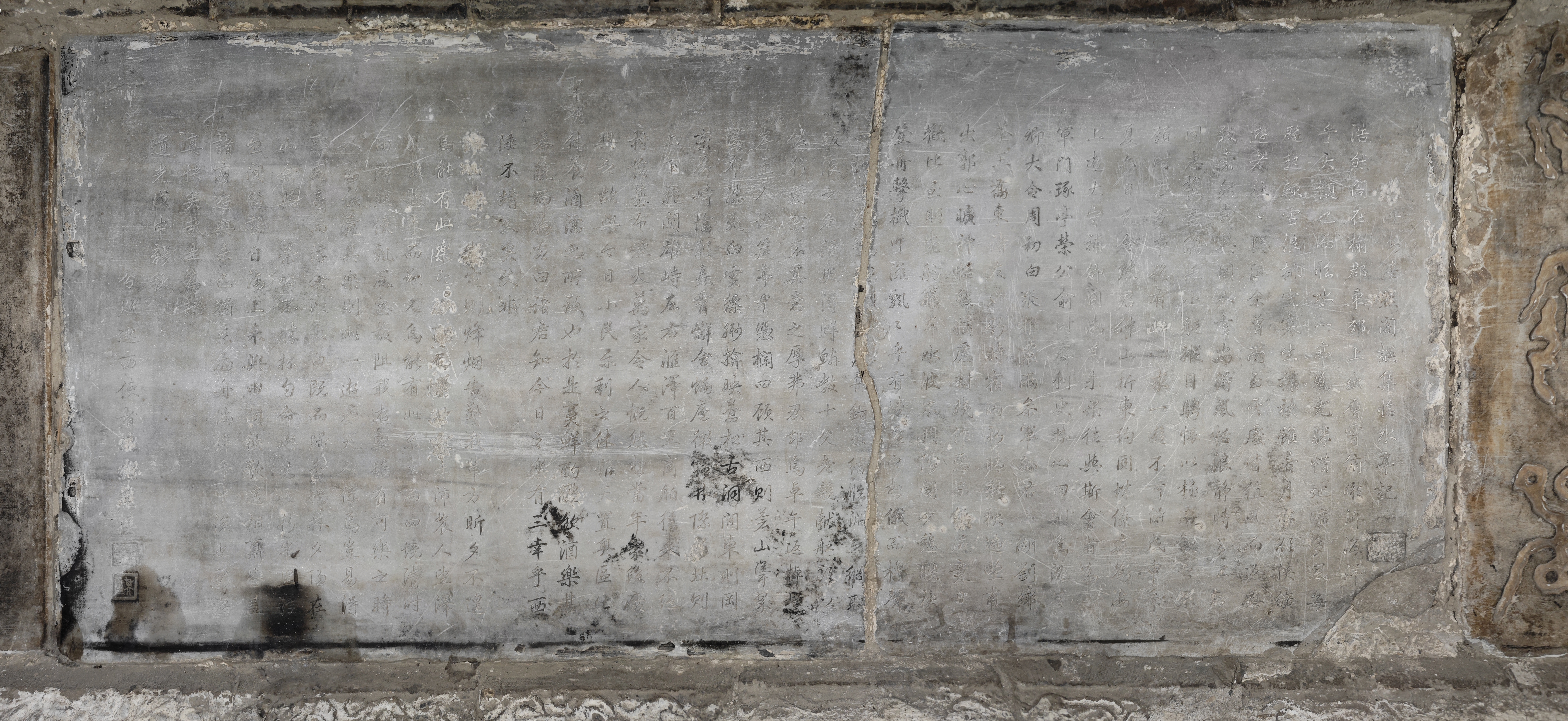
大理洱水神祠的王发越《游洱海浩然阁燕集临水亭记》碑

王發越（1794年—1858年），字英斋，号兰溪，山西黎城县人，清朝政治人物。同進士出身。

## 生平
道光六年（1826年），登进士，历山东清平县、巨野县、历城县知縣，高唐州知州。道光二十年，擢云南曲靖府知府、贵州贵西兵备道，官至广东盐运使。著有《倚云山房诗文集》。